# Пуеблитос (Њу Мексико)
Пуеблитос (енгл. Pueblitos) насељено је место без административног статуса у америчкој савезној држави Њу Мексико.

## Демографија
По попису из 2010. године број становника је 794.
| Група             | 2000.    | 2010.       |
| Белци             | 0 (0,0%) | 372 (46,9%) |
| Афроамериканци    | 0 (0,0%) | 7 (0,9%)    |
| Азијати           | 0 (0,0%) | 0 (0,0%)    |
| Хиспаноамериканци | 0 (0,0%) | 385 (48,5%) |
| Укупно            | 0        | 794         |